# John C. Watts
John Clarence Watts, född 9 juli 1902 i Nicholasville i Kentucky, död 24 september 1971 i Lexington i Kentucky, var en amerikansk politiker (demokrat). Han var ledamot av USA:s representanthus från 1951 fram till sin död.
Kongressledamot Thomas R. Underwood avgick 1951 för att tillträda som senator. Watts vann fyllnadsvalet som gällde att få efterträda Underwood i representanthuset. År 1971 avled han i ämbetet och efterträddes av William P. Curlin.
Watts grav finns på Maple Grove Cemetery i Nicholasville i Kentucky.